# Marmion Savage
Marmion Wilme Savage (1803– Torquay, 1er mai 1872) est un romancier et journaliste irlandais.

## Biographie
Marmion Savage est le fils du révérend Henry Savage. Il entre le 6 octobre 1817 à Trinity College (Dublin), où il devient Bachelor of Arts en 1824. 
En 1856, il est éditeur de The Examiner où il prend la succession de John Forster, et s'installe à Londres. Il le restera trois années.

## Œuvres
Son premier roman, The Falcon Family, or Young Ireland, paraît en 1845. Son second, The Bachelor of the Albany, en 1847, est le plus connu. En 1849, Savage publie un roman en trois volumes, My Uncle the Curate, et en 1852 Reuben Medlicott, or the Coming Man. Une nouvelle, Clover Cottage, or I can't get in, portée à la scène par Tom Taylor sous le titre Nine Points of the Law, fut représentée à l'Olympic Theater le 11 avril 1859, avec Mrs Stirling et Addison dans les principaux rôles. 
En 1855, il publie Sketches, Legal and Political de Richard Lalor Sheil (en), qui était paru en feuilleton dans le New Monthly Magazine (en), alors dirigé par Thomas Campbell. En 1870, il publie son dernier ouvrage The Woman of Business, or the Lady and the Lawyer.